# Romboedro
In geometria solida, un romboedro è un poliedro simile al cubo, eccetto per il fatto che le sue facce sono rombi e non quadrati.

## Definizione
Un romboedro può essere definito equivalentemente come:
- Un esaedro con 6 facce rombiche,
- Un parallelepipedo i cui spigoli hanno tutti la stessa lunghezza.

## Facce
Le facce opposte del romboedro sono parallele e dello stesso tipo (sono congruenti). Un romboedro può però avere tre tipi di facce differenti: i 6 rombi hanno spigoli della stessa lunghezza, ma possono avere angoli differenti.
Se tutte e 6 le facce sono congruenti (coincidono cioè anche gli angoli interni acuti di facce differenti), il romboedro è un trapezoedro con 6 facce.
Se i rombi sono in realtà quadrati, il romboedro è un cubo.

## Calcolo volume
il volume si trova con la seguente formula intendendo a e b come il lati della base (che è quadrata) e h contata come l'altezza del solido:
{\displaystyle V=abh}